# Дерево спагетти

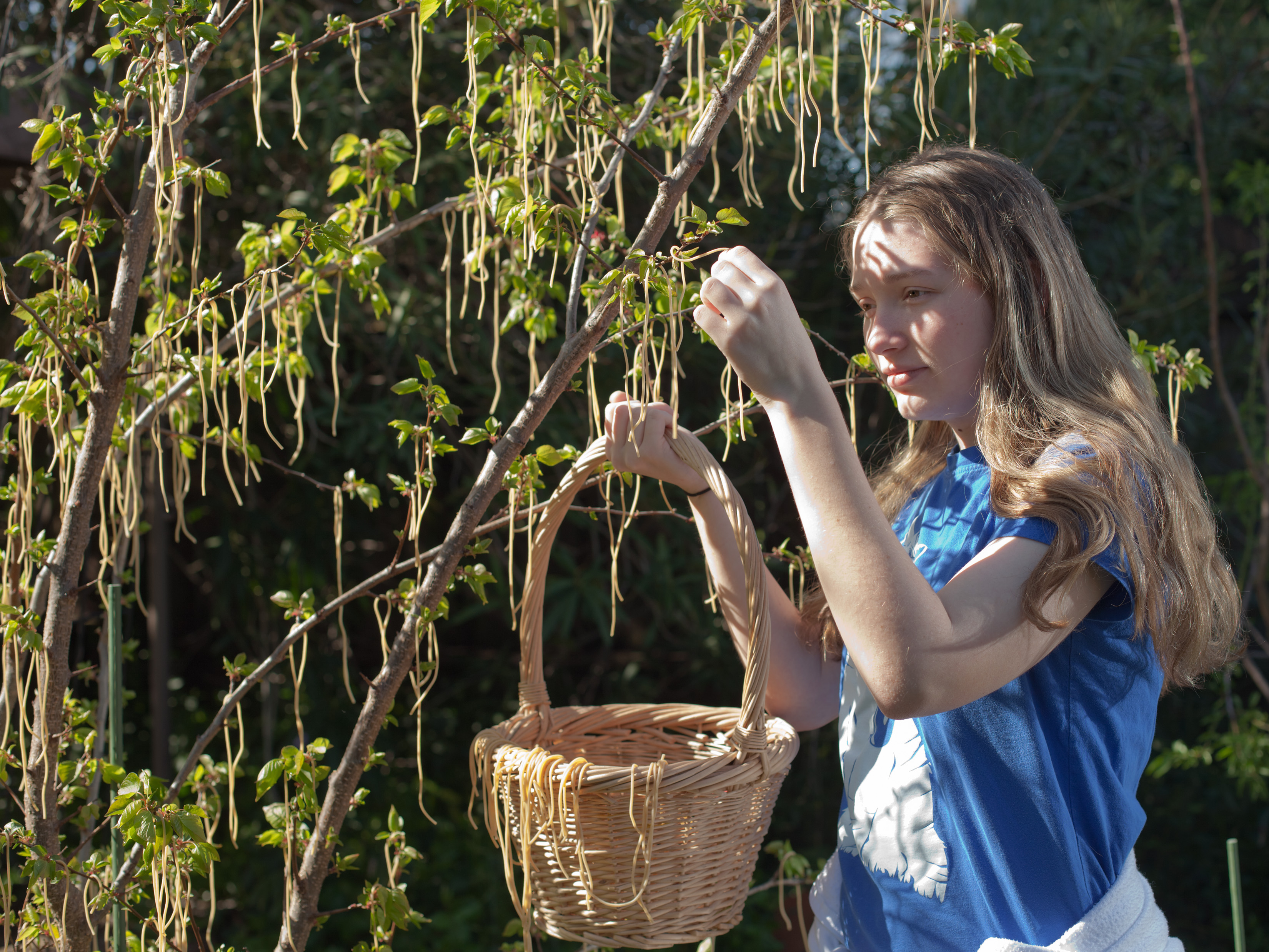
Сбор урожая спагетти

Дерево спагетти — вымышленное дерево, придуманное для розыгрыша тех, кто не знает, как производятся спагетти.
Впервые сообщение о том, что они растут на деревьях, было сделано в качестве первоапрельской шутки в телепрограмме BBC «Панорама» в 1957 г., в которой рассказывалось о необычайно богатом вследствие мягкой зимы и «фактически полного исчезновения спагеттиевых долгоносиков» урожае спагетти в Тичино, Швейцария. Дополнительный вес сообщению придал закадровый голос авторитетного диктора Ричарда Димблби. В 1950-х гг. макароны не были в Великобритании повседневным блюдом, и были известны в основном как консервированные спагетти в томатном соусе. Частично сюжет был снят на (ныне закрытой) фабрике макаронных изделий на Лондон Роуд, Сент-Олбанс, Хертфордшир, а также в гостинице в Швейцарии.
Программу, которая вышла 1 апреля, просмотрела аудитория примерно в 8 миллионов человек, сотни из которых на следующий день звонили и спрашивали о разведении спагетти и как они сами могут вырастить себе такое дерево. Говорят, что на BBC им советовали «поместить побег спагетти в банку с томатным соусом и надеяться на лучшее».
Это первый известный образец жанра мокьюментари.
Также возможно, что более ранняя идея выращивания спагетти (точнее, макарон) пришла из юмористической повести «Приключения капитана Врунгеля» 1939 г. После того, как у берегов Эритреи экипаж арестовывают итальянские фашисты, Фуксу удаётся обмануть их, прорастив макароны. При этом он заявляет, что имеющиеся у фашистов макароны могут прорасти только при поливании спиртом. Выделенный на данные цели спирт, разумеется, в основном уходит на личное употребление солдатами, что приводит к резкому снижению бдительности и позволяет героям бежать. После расспросов выясняется, что Фукс вместе с макаронами посеял овёс, ростки которого итальянцы приняли за ростки макаронного дерева.